# Mariano Laurenti
Mariano Laurenti (* 15. April 1929 in Rom; † 6. Januar 2022 in Gubbio) war ein italienischer Regisseur.

## Leben
Laurenti begann als Regieassistent in den 1950er Jahren, nachdem er bei einigen wenigen Filmen auch schon als Schnittsekretär beteiligt war, bei Regisseuren wie Mario Mattòli, Giorgio Bianchi, Dino Risi und Steno. Letzterer kann als sein Lehrmeister bezeichnet werden; sieben Jahre lang arbeiteten beide zusammen. Für etwa vierzig Filme war Laurenti in dieser Funktion tätig.
Seinen ersten Film in eigener Verantwortung – wie die meisten seiner 50 Filme eine Komödie – drehte er 1966; es folgten Schlagerfilme, Arbeiten mit dem Duo Franco & Ciccio, Lustspiele im Decamerone-Umfeld und schließlich zahlreiche Sexy Comedies, von denen viele im deutschen Sprachraum als Teile der „Flotten-Teens“-Serie vermarktet wurden und eine oberflächliche, grobe Behandlung in Schnitt und Synchronisation erfuhren. Zusammen mit Michele Massimo Tarantini war er der zumindest quantitativ herausragende Vertreter dieser Filmgattung. Für diese und andere Publikumserfolge, z. B. mit Nino D’Angelo, schrieb er auch die Drehbücher meist selbst. Ein Comeback-Versuch 1996 scheiterte in großem Stil.

## Filmografie (Auswahl)

### Drehbuch
- 1968: Amigos (E per tutto un cielo delle stelle) – Regie: Giulio Petroni

### Regie
- 1967: I ragazzi di Bandiera Gialla
- 1969: Zingara
- 1971: Zwei Trottel in der Fußball-Liga (I due maghi del pallone)
- 1972: Zwei Trottel als Bruchpiloten (Continuavano a chiamarli i due piloti più pazzi del mondo)
- 1972: Wehe, wenn die Lust uns packt (La bella Antonia, prima Monica e poi Dimonia)
- 1975: Der Divisionstrottel (Sergente Rompiglioni diventa… caporale)
- 1975: Il sogno di Zorro
- 1976: Das Hotel der heißen Teens (L'affittacamere)
- 1976: Zum Teufel mit der Jungfernschaft (La segretaria privata di mio padre)
- 1976: Die frechen Teens drehen ein neues Ding (Classe mista)
- 1977: Süße Sechzehn – Sweet Sixteen (La compagna di banco)
- 1977: Nachtschwester müsste man sein (L'infermiera di notte)
- 1978: Flotte Teens und die neue Schulmieze (L'insegnante va in collegio)
- 1978: Flotte Teens jetzt ohne Jeans (La liceale nelle classe dei ripetenti)
- 1979: Der Idiotenzwinger (L'infermiera nella corsia dei militari)
- 1979: Jetzt treibt sie's auch noch mit dem Pauker (La liceale seduce i professori)
- 1980: Die Schulschwänzerin (La ripetente fa l'occhietto al preside)
- 1981: Ein nackter Po im Schnee (Le settimana bianca)
- 1982: Das verrückteste U-Boot der Welt (Il sommergibile più pazzo del mondo)
- 1984: Uno scugnizzo a New York
- 1996: Chiavi in mano